# Queens
Il Queens è il più grande per superficie e il secondo per popolazione dei cinque distretti (in inglese borough) della città di New York. I suoi confini sono gli stessi dell'omonima contea di Queens dello Stato di New York negli Stati Uniti d'America, al cui territorio corrisponde.
Situata nella porzione ovest di Long Island, nel Queens si trovano due dei tre principali aeroporti di New York, cioè il John F. Kennedy e il LaGuardia; il borough è sede della squadra di baseball dei New York Mets, del torneo di tennis US Open, di Flushing Meadows Park e dei Silvercup Studios.
Stando all'American Community Survey del 2005, gli immigrati ammontano al 47,6% dei residenti nel Queens rendendolo il distretto più diversificato della città. Con una popolazione di 2,2 milioni (dati del 2010) è il secondo distretto più popoloso (dopo Brooklyn) e la decima contea con più abitanti degli Stati Uniti. È anche la quarta contea dello Stato più densamente popolata (dopo le contee che comprendono Manhattan, Brooklyn e il Bronx). Se ogni distretto fosse una città a sé, il Queens sarebbe la quarta città più grande degli Stati Uniti a pari merito con Houston.
L'ipotetica classifica sarebbe: Los Angeles (3,8 milioni), Chicago (2,8 milioni), Brooklyn (2,5 milioni), Queens (2,2 milioni) e Houston (2,2 milioni).
Il Queens è stato fondato nel 1683 come una delle 12 originali contee di New York e probabilmente deve il suo nome alla regina consorte Caterina di Braganza (1638-1705), la principessa portoghese che sposò Carlo II d'Inghilterra nel 1662 (ciò non è confermato da alcun documento contemporaneo).
Il distretto è spesso considerato uno dei più periferici tra i quartieri di New York. I quartieri nella parte centrale del Queens (eccetto quelli lungo Queens Boulevard e i quartieri di Flushing e Jamaica) e la parte a sud e ad est del Queens assomigliano alle confinanti periferie della Contea di Nassau. Nella zona a nord, comunque, sono situati molti quartieri urbani e alcuni centri finanziari. Nel quartiere di Long Island City, lungo la riva dell'East River di fronte a Manhattan, è situato lo One Court Square, il più alto grattacielo di New York al di fuori di Manhattan.

## Geografia fisica
Queens è localizzato sull'isola di Long Island. Confina con Brooklyn e Nassau. Nel quartiere è presente anche la St. John's University che gioca le partite interne di pallacanestro alla Lou Carnesecca Arena nel campus e le più importanti al Madison Square Garden. Qui si trovano i due più grandi aeroporti di New York, il John F. Kennedy e il LaGuardia.
Queens copre un'area totale di 461,7 km². 282,9 km² di terre e 178,8 km² di acque.

## Storia
Il 12 novembre 2001, due mesi dopo gli attentati dell'11 settembre, un Airbus A300 operante il volo American Airlines 587 diretto a Santo Domingo, partito dal vicino John F. Kennedy, precipitò proprio nel distretto del Queens a causa di un errore del pilota. 
L'incidente causò la morte di 265 persone: tutti i 251 passeggeri, nove membri dell'equipaggio e cinque persone a terra.

## Popolazione
| I cinque distretti di New York                               | I cinque distretti di New York | I cinque distretti di New York | I cinque distretti di New York | I cinque distretti di New York | I cinque distretti di New York | I cinque distretti di New York | I cinque distretti di New York | I cinque distretti di New York |
| Giurisdizione                                                | Giurisdizione                  | Popolazione                    | PIL                            | PIL                            | Area calpestabile              | Area calpestabile              | Densità                        | Densità                        |
| Distretto                                                    | Contea                         | Censimento (2020)              | miliardi (US$)                 | pro capite (US$)               | miglia quadrate                | km quadrati                    | persone/mi²                    | persone/km²                    |
| ------------------------------------------------------------ | ------------------------------ | ------------------------------ | ------------------------------ | ------------------------------ | ------------------------------ | ------------------------------ | ------------------------------ | ------------------------------ |
| The Bronx                                                    | Bronx                          | 1 472 654                      | 28,787                         | 19 570                         | 42,10                          | 109,04                         | 34 653                         | 13 231                         |
| Brooklyn                                                     | Kings                          | 2 736 074                      | 63,303                         | 23 900                         | 70,82                          | 183,42                         | 37 137                         | 14 649                         |
| Manhattan                                                    | New York                       | 1 694 251                      | 629,682                        | 378 250                        | 22,83                          | 59,13                          | 72 033                         | 27 826                         |
| Queens                                                       | Queens                         | 2 405 464                      | 73,842                         | 31,310                         | 108,53                         | 281,09                         | 21 460                         | 8 354                          |
| Staten Island                                                | Richmond                       | 495 747                        | 11,249                         | 23 460                         | 58,37                          | 151,18                         | 8 112                          | 3 132                          |
| New York                                                     | New York                       | 8 804 190                      | 806,863                        | 93 574                         | 302,64                         | 783,83                         | 28 188                         | 10 947                         |
| Stato di New York                                            | Stato di New York              | 19 849 399                     | 1 547,116                      | 78 354                         | 47 214                         | 122 284                        | 416,4                          | 159                            |
| Fonte: consulta le voci che riguardano il singolo distretto. |                                |                                |                                |                                |                                |                                |                                |                                |

Dal censimento del 2000 risulta che la popolazione è così suddivisa: 44% bianchi, 20% afroamericani, 17,5% asiatici, 0,5% nativi americani, 11,7% altre etnie. Gli ispanici rappresentano il 25% circa. Per quanto riguarda le principali ascendenze europee degli abitanti troviamo nell'ordine: italiani (8,4%), irlandesi (5,5%), albanesi (4,5%), polacchi (2,7%), russi (2,3%) e greci (2%).
Al censimento del 2000 contava 2 229 379 abitanti (537 690 famiglie) e 817 250 unità abitative (2 888,5 per km²). L'8,99% è di origine italiana, e l'italiano è la quarta lingua più parlata dopo inglese, spagnolo e cinese. Il 22,80% della popolazione era sotto i 18 anni, il 12,70% sopra i 65 anni. Il reddito pro capite si attesta sui 14 222 dollari. Il 21,60% della popolazione è sotto la soglia di povertà.

## Suddivisioni amministrative
- Community Board 1: Astoria e Long Island City (zona nord);
- Community Board 2: Long Island City (zona sud), Sunnyside e Woodside;
- Community Board 3: Corona (zona nord), East Elmhurst e Jackson Heights;
- Community Board 4: Corona (zona sud) e Elmhurst;
- Community Board 5: Glendale, Maspeth, Middle Village e Ridgewood;
- Community Board 6: Forest Hills e Rego Park;
- Community Board 7: Bay Terrace, Beechhurst, College Point, Flushing e Whitestone;
- Community Board 8: Briarwood, Fresh Meadows, Jamaica Estates e Kew Gardens Hills;
- Community Board 9: Kew Gardens, Ozone Park (zona nord), Richmond Hill e  Woodhaven;
- Community Board 10: Howard Beach, Ozone Park (zona sud) e South Ozone Park;
- Community Board 11: Auburndale, Bayside e Douglaston-Little Neck;
- Community Board 12: South Jamaica, Hollis, Jamaica, St. Albans e Springfield Gardens;
- Community Board 13: Bellerose, Cambria Heights, Glen Oaks, Laurelton, Meadowmere, Queens Village e Rosedale;
- Community Board 14: Arverne, Far Rockaway, Belle Harbor, Breezy Point, Edgemere e Neponsit (tutti nella penisola di Rockaway).